# Káto Gatzéa
Káto Gatzéa (Kato Gatzea) är en ort i Grekland.   Den ligger i prefekturen Nomós Magnisías och regionen Thessalien, i den centrala delen av landet, 160 km norr om huvudstaden Aten. Káto Gatzéa ligger 4 meter över havet och antalet invånare är 360.
Terrängen runt Káto Gatzéa är varierad. Havet är nära Káto Gatzéa åt sydväst.  Närmaste större samhälle är Volos, 15,2 km nordväst om Káto Gatzéa. 